# Carpodacus roseus

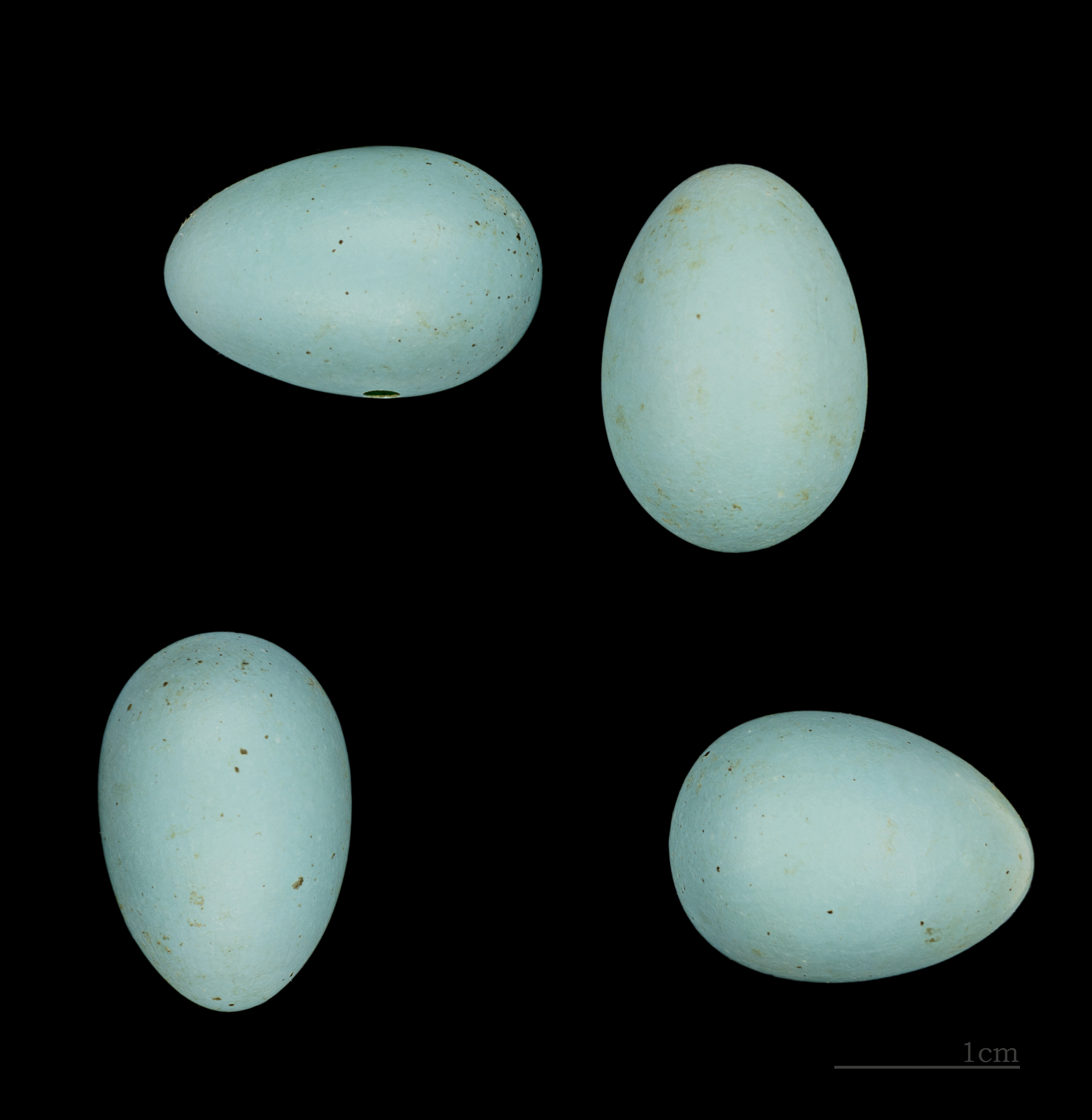
Carpodacus roseus

Carpodacus roseus là một loài chim trong họ Fringillidae.